# Ринчино, Нима Бадмаевич
Нима Бадмаевич Ринчино — бригадир колхоза имени Калинина Курумканского аймака Бурят-Монгольской АССР, Герой Социалистического Труда.

## Биография
Родился 5 февраля 1916 года в селе Харамодун Курумканского района. С 1933 года после окончания неполной средней школы работал в полеводческой бригаде колхоза им. Калинина.
В 1936—1937 гг. учился в Илькинской агрономической школе.
В 1942—1946 годах служил в РККА, в 321-й Забайкальской стрелковой дивизии, участник войны. Награждён орденом Отечественной войны II степени (23.12.1985, значится как Ринчинов Лама Бадмаевич).
После демобилизации вернулся в родное село. Был назначен сначала звеньевым, потом бригадиром полеводческой бригады.
В 1947 году его бригада на закрепленной площади 400 гектаров получила по 11 центнеров зерна, а на 29 гектарах — по 44,5 центнера пшеницы.
Указом Президиума Верховного Совета от 29 марта 1948 года присвоено звание Героя Социалистического Труда.
В последующие годы работал заместителем председателя колхоза, управляющим отделением совхоза «Арагдинский» (в который был реорганизован колхоз). Позже окончил партийную школу по подготовке руководящих кадров и был избран председателем Харамодунского сомонного совета.
Умер 28 июня 1988 года. На аллее героев в селе Курумкан установлен его бронзовый бюст.